# Japán százjenes érme
A 100 JPY, 100 jen vagy írott formában százjen értékű, Japánban használt érmét 1957 óta verik. Értéke 275 és 300 forint között mozog, jelenlegi változata rézből és nikkelből készül, átmérője 22,6 mm. A régebben vert érmék ezüstből készültek.

## Minták[3][4][5][6]
Az érmékből verdefényest először 1987-ben vertek, 230,000 darabot. Ezután már évente vertek ilyen állapotú érméket, 100,000-300,000 darabot évente.
| Minták | Minták | Paraméterek | Paraméterek | Paraméterek | Paraméterek                      | Verés       | Verés    |
| Előlap | Hátlap | Súly        | Átmérő      | Vastagság   | Anyag                            | Verési évek | Uralkodó |
| ------ | ------ | ----------- | ----------- | ----------- | -------------------------------- | ----------- | -------- |
|        |        | 4,8 g       | 22,6 mm     | 1,5 mm      | Ezüst (60%) Réz (30%) Cink (10%) | 1957-1958   | Sóva     |
|        |        | 4,8 g       | 22,5 mm     | 1,8 mm      | Ezüst (60%) Réz (30%) Cink (10%) | 1959-1966   | Sóva     |
|        |        | 4,8 g       | 22,5 mm     | 1,7 mm      | Réz-nikkel                       | 1967-1988   | Sóva     |
|        |        | 4,8 g       | 22,6 mm     | 1,7 mm      | Réz-nikkel                       | 1989-2019   | Heiszei  |
|        |        | 4,8 g       | 22,6 mm     | 1,7 mm      | Réz-nikkel                       | 2019-2021   | Reiva    |